# نعومي تشايلدرز
نعومي تشايلدرز (بالإنجليزية: Naomi Childers)‏ هي ممثلة أمريكية، ولدت في 15 نوفمبر 1892 في Pottstown, Pennsylvania ‏ في الولايات المتحدة، وتوفيت في 9 مايو 1964 في هوليوود في الولايات المتحدة.

## وصلات خارجية
- نعومي تشايلدرز على موقع IMDb (الإنجليزية)
- نعومي تشايلدرز على موقع أول موفي (الإنجليزية)
- نعومي تشايلدرز على موقع قاعدة بيانات الفيلم (الإنجليزية)